# Decollatura
Decollatura község (comune) Olaszország Calabria régiójában, Catanzaro megyében.

## Fekvése
A megye északnyugati részén fekszik. Határai: Conflenti, Gimigliano, Motta Santa Lucia, Pedivigliano, Platania, San Pietro Apostolo, Serrastretta és Soveria Mannelli .

## Története
A 17-18. században alapították Motta Santa Lucia-i lakosok. A 19. század elején vált önálló községgé, amikor a Nápolyi Királyságban felszámolták a feudalizmust.

## Népessége
A népesség számának alakulása:

## Főbb látnivalói
- San Bernardo-templom
- Beata Vergine del Monte Carmelo-templom
- Beata Vergine dei Sette Dolori-templom
- Beata Maria SS. Assunta-templom